# Klösbräda

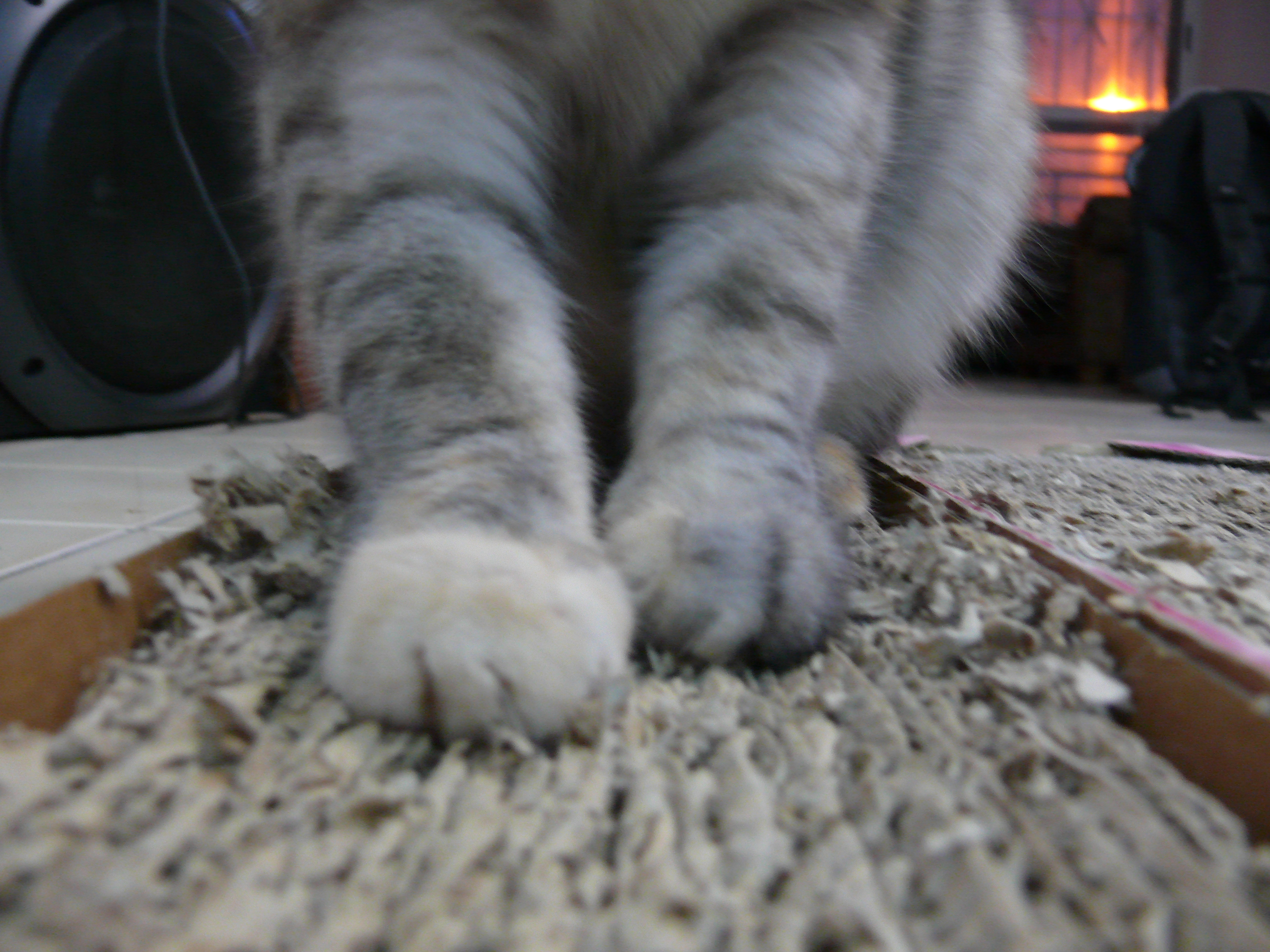
En katt använder en klösbräda av pappersfibrer.

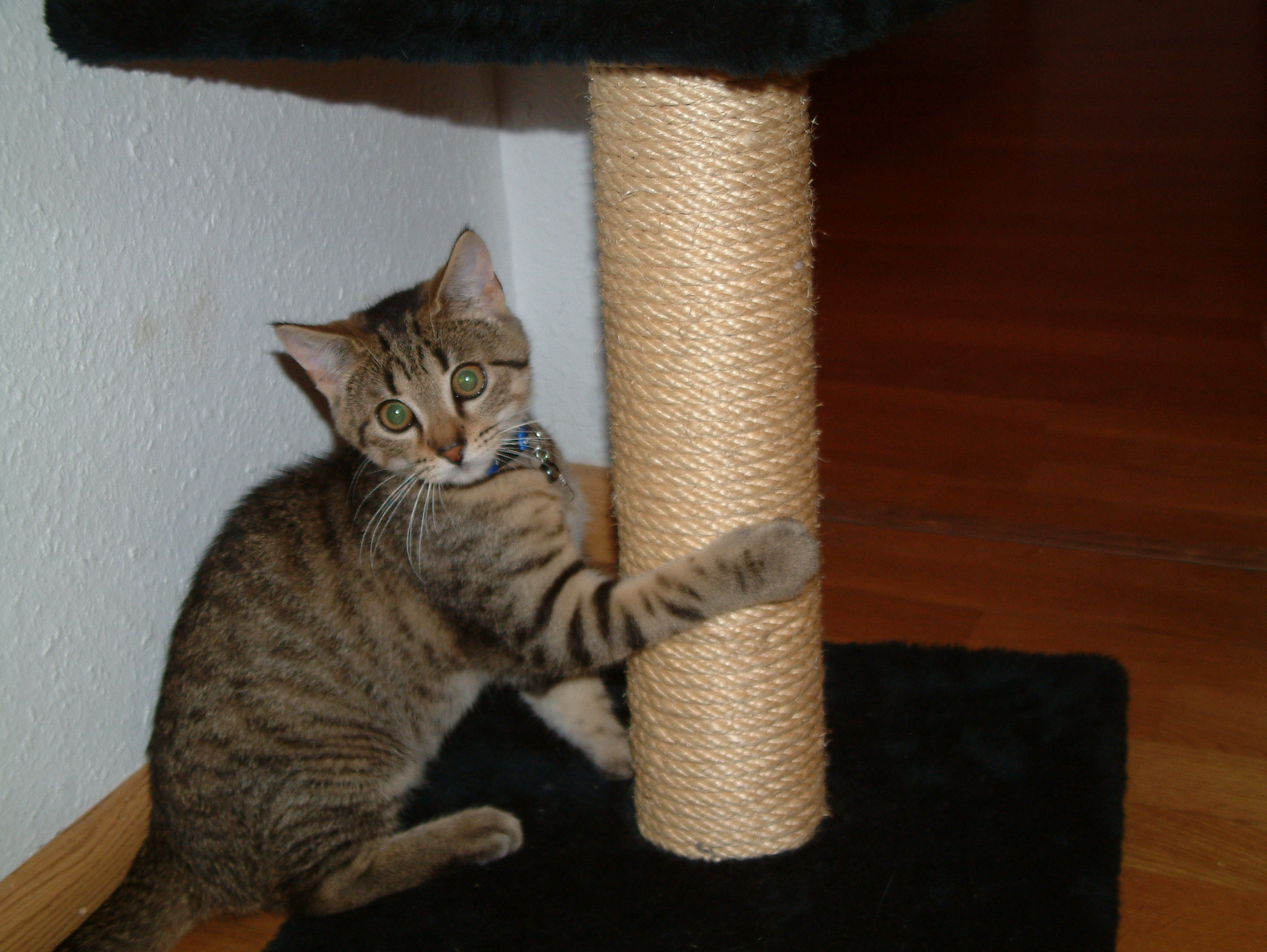
En kattunge klöser på en replindad pelare i en kattmöbel.

En klösbräda är ett föremål avsett för att tamkatter, främst innekatter, ska klösa på det och därigenom slita ned eller vässa sina klor. Genom att tillhandahålla en klösbräda till katten minskar kattägaren risken för att katten klöser sönder tapeter, möbler eller trösklar. En klösbräda kan bestå av exempelvis sammanpressade pappersfibrer eller en stomme av någon form omlindad med sisalsnöre. Möbler för katter har ofta integrerade klösbrädor.